# 角田健一
角田 健一（つのだ けんいち、1951年2月3日 - ）は日本のトロンボーン奏者、作曲家、編曲家、バンドリーダー。

## 略歴
東京都出身。東京藝術大学別科、桐朋学園大学音楽学部を経てバークリー音楽大学卒業。帰国後は「宮間利之とニューハード」、「原信夫とシャープス＆フラッツ」を経て「高橋達也と東京ユニオン」に参加する。東京ユニオン解散後の1990年、東京ユニオンのメンバーを中心に「角田健一ビッグバンド」を結成する。
プロ転向後、一貫してビッグバンドで活動を続けていたこともあり、ビッグバンドの楽しさを広める活動を続けている。そのレパートリーはいわゆるスウィング・ジャズにとどまらず、武満徹の作品のアレンジで構成した定期公演「もうひとつの武満徹」は2007年度の文化庁芸術祭の優秀賞（大衆芸能部門）を受賞している。
近年は吹奏楽の分野にも進出、響け!みんなの吹奏楽（NHK BS2ほか）でもゲストミュージシャンとして参加している。